# Piper wabagense
Piper wabagense är en pepparväxtart som beskrevs av W.L. Chew. Piper wabagense ingår i släktet Piper och familjen pepparväxter. Inga underarter finns listade i Catalogue of Life.